# Marcos Serrano

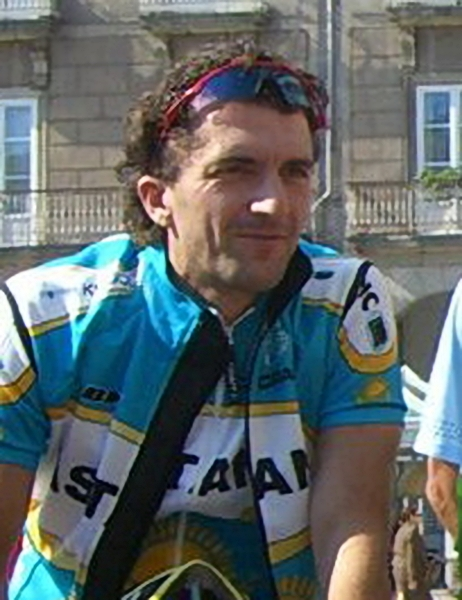
Marcos Serrano (2007)

Marcos Antonio Serrano Rodríguez (* 9. August 1972 in Chapela Redondela, Galicien) ist ein ehemaliger spanischer Radrennfahrer.

## Karriere
Serrano startete seine Profi-Laufbahn 1993 beim spanischen Team Kelme. 1999 wechselte er zu Once-Eroski. Anschließend fuhr er für das Nachfolge-Team Liberty Seguros. In der Saison 2007 fuhr er für Karpin Galicia. Danach beendete er seine Karriere.
Er galt als guter Rundfahrer und konnte Siege bei der Vuelta a Castilla y León (2001) und der Galicien-Rundfahrt (1999) erringen. Mit dem Sieg bei Mailand–Turin 2004 gelang ihm aber auch ein Erfolg bei einem italienischen Klassiker; bei anderen Eintagesrennen der UCI ProTour konnte er sich gelegentlich unter den Top 10 platzieren. Serrano hat siebenmal an der Tour de France teilgenommen, sein größter Erfolg bei diesem Radrennen war der Etappensieg der 18. Etappe der Tour de France 2005.

## Doping
Serrano wurde in einem Untersuchungsbericht der Anti-Doping-Kommission des französischen Senats im Juli 2013 beschuldigt, zu rund 60 Fahrern zu gehören, denen anhand von Nachtests aus dem Jahr 2004 Doping mit dem Blutbildungshormon Erythropoetin (kurz: EPO) bei der Tour de France 1998 nachgewiesen werden konnte. Darüber hinaus wird er auch mit dem Dopingskandal Fuentes in Verbindung gebracht.

## Palmarès (Auszug)
- 2005
  - Sieger 18. Etappe Tour de France 2005
- 2004
  - Sieger Mailand–Turin
  - 4. Platz Clásica San Sebastián
  - 4. Platz Vuelta a Burgos
  - 8. Platz La Flèche Wallonne
  - 12. Platz Vuelta a España

- 2003
  - 14. Platz bei der Vuelta a España
  - 13. Platz Paris–Nizza

- 2001
  - Sieger Vuelta a Castilla y León
  - 9. Platz Tour de France

- 1999
  - Sieger Galicien-Rundfahrt und Sieger der 5. Etappe

- 1997
  - 8. Platz Giro d’Italia
  - 8. Platz Vuelta a España